# Vulaines-sur-Seine
 Vulaines-sur-Seine  es una población y comuna francesa, en la región de Isla de Francia, departamento de Sena y Marne, en el distrito de Fontainebleau y cantón de Fontainebleau.

## Demografía
| 852 | 903 | 1107 | 1685 | 2047 | 2065 |
| Para los censos de 1962 a 1999 la población legal corresponde a la población sin duplicidades (Fuente: INSEE [Consultar]) |     |      |      |      |      |